# تلفات جنگ دوم قره‌باغ
تلفات جنگ دوم قره‌باغ، جنگ بین ارمنستان، جمهوری آرتساخ که در جوامع بین‌المللی به عنوان قلمرو ارمنستان و جمهوری آذربایجان به رسمیت شناخته شده است، رسماً به هزاران نفر می‌رسد. بر اساس آمار رسمی منتشر شده توسط متخاصم، ارمنستان و آرتساخ ۳۸۲۵ سرباز را از دست دادند، همچنین ۱۸۷ نظامی در عملیات‌ها مفقودالاثر شدند، در حالی که آذربایجان ۲۹۰۶ سرباز را از دست داده است و همچنین ۶ نفر در عملیات مفقود شدند. دیدبان حقوق بشر سوریه از کشته شدن ۵۴۱ جنگجو یا مزدور سوری در حال جنگ برای آذربایجان خبر داد. با این حال، اعتقاد بر این است که طرفین تعداد تلفات خود را کم‌اهمیت جلوه داده و در مورد تعداد تلفات و مجروحان دشمن اغراق کرده‌اند.
تعداد کل تلفات غیرنظامیان گزارش شده از هر دو طرف به بیش از ۱۸۵ نفر می‌رسد، محل نگهداری ۲۱ غیرنظامی ارمنی هنوز مشخص نیست. مناطق غیرنظامی، از جمله شهرهای بزرگ به ویژه مناطق غیرنظامی استپانکرت (خانکندی)، مارتونی (خوجاوند)، مارتاکرت (آغدره)، گلوله‌باران کلیسای جامع شوشی در جمهوری آرتساخ و گنجه، بردع و ترتر در آذربایجان، با ساختمان‌ها و خانه‌های بسیاری مورد حمله قرار گرفته‌اند. نابود شده‌اند.

## تلفات نظامی

### ارمنی‌ها
ارمنستان از کشته شدن ۳۸۲۵ سرباز در طول جنگ خبر داد، همچنین این کشور از مفقود شدن ۱۸۷ سرباز خبر داد. تلفات ارمنستان همچنین شامل ۷۴۲ سرباز کشته شده ارتش دفاعی آرتساخ و ۴۵ مفقودی بود.
تا ۳۰ سپتامبر، مقامات آذربایجان ادعا کردند که بیش از ۷۰۰ نظامی ارمنی کشته یا زخمی شده‌اند. سرهنگ ارمنی سرگئی شاکاریان و سرهنگ واهاگن آساطریان نیز در این درگیری‌ها جان باختند. در ۲ نوامبر، آرتور سرکیسیان، معاون وزیر دفاع جمهوری آرتساخ نیز در جنگ کشته شد.
منابع ارمنی همچنین از مرگ چند ورزشکار در ارتش خبر دادند: گور سرکیسیان، عضو تیم جوانان فدراسیون جودو ارمنستان، آلبرت دادویان، قهرمان وزنه‌برداری قدرتی اروپا، تاتول هاروتونیان، قهرمان ارمنستان در پاورلیفتینگ، اریک ساریان بازیکن باشگاه فوتبال لوکوموتیو ایروان و لیپاریت دشتویان بازیکن سابق باشگاه فوتبال آلاشکرت.

### آذربایجانی‌ها
در جریان درگیری، دولت آذربایجان تعداد تلفات نظامی خود را اعلام نکرد. اولین باری بود که آذربایجان اطلاعاتی در مورد تلفات جنگی ارائه نمی‌کرد، در حالی که در جریان جنگ اول قره‌باغ که در سال‌های ۱۹۸۸–۱۹۹۴ اتفاق افتاده بود و در درگیری ۲۰۱۶ قره‌باغ کوهستانی، ارتش آذربایجان اطلاعات و گزارش‌های رسمی از تلفات خود منتشر کرده بود. در ۸ دسامبر ۲۰۲۰، وزارت دفاع آذربایجان لیست کامل تلفات نظامی را با نام، درجه و تاریخ تولد منتشر کرد. در تاریخ ۲۱ اکتبر ۲۰۲۱، این فهرست به روز شد تا شامل کشته شدن ۲۹۰۶ سرباز و مفقود شدن ۶ نفر دیگر در عملیات را تأیید کند.
کشور ارمنستان از کشته شدن ۷۶۳۰ نظامی آذربایجانی و مزدوران سوری که برای آذربایجان جنگیده بودند خبر داد.

## اشخاص ثالث
در اول اکتبر، دو خبرنگار فرانسوی لو موند که درگیری‌های شهر اقدم را پوشش می‌دادند، بر اثر تیراندازی طرفین آذربایجانی زخمی شدند. یک هفته بعد، سه خبرنگار روسی که در شوشی مشغول تهیه گزارش بودند در اثر حمله آذربایجان به شدت مجروح شدند. آرتور مایاکوف، شهروند ۱۳ ساله روسیه، بر اثر جراحات وارده در جریان بمباران گنجه در ۱۷ اکتبر جان باخت.